# Anterhynchium grayi
Anterhynchium grayi är en stekelart som först beskrevs av Henri Saussure 1856.  Anterhynchium grayi ingår i släktet Anterhynchium och familjen Eumenidae.

## Underarter
Arten delas in i följande underarter:
- A. g. atratum
- A. g. denticulatum
- A. g. sumptuosumum